# Windsor Automobile Company
Windsor Automobile Company war ein US-amerikanischer Hersteller von Automobilen.

## Unternehmensgeschichte
J. A. Windsor gründete Ende 1905 das Unternehmen in Chicago in Illinois. 1906 begann in Zusammenarbeit mit der Single Center Spring Company in Evansville in Indiana die Produktion von Automobilen. Der Markenname lautete Windsor. Im gleichen Jahr endete die Produktion. Insgesamt entstanden nur wenige Fahrzeuge.

## Fahrzeuge
Im Angebot stand nur ein Modell. Es hatte einen Vierzylindermotor. 114,3 mm Bohrung und 95,25 mm Hub ergaben 3909 cm³ Hubraum. Der Motor leistete je nach Quelle 30 PS oder 40 PS. Die Motorleistung wurde über ein Friktionsgetriebe an die Hinterachse übertragen. Eine Quelle nennt Kardanantrieb, eine andere Kettenantrieb. Das Fahrgestell hatte 267 cm Radstand. Der Aufbau war ein offener Tourenwagen mit fünf Sitzen. Der Neupreis betrug 2500 US-Dollar.